# Partido Nacional de Europa
El Partido Nacional de Europa (en inglés: National Party of Europe, NPE) fue una iniciativa emprendida por un número de partidos políticos en Europa durante la década de 1960 para ayudar a aumentar la cooperación transfronteriza y trabajar hacia la unidad europea. Bajo la dirección de Oswald Mosley, un líder fascista británico de antes de la guerra que volvió a la política después de la Segunda Guerra Mundial, el grupo tenía como objetivo reunir y fusionar una serie de grupos ultraderechistas de todo el continente, todos los cuales compartían al menos algún compromiso con un nacionalismo europeo más amplio. El grupo no logró sus objetivos ya que la mayoría de sus grupos miembros prefirieron mantener su independencia.

## Historia
La idea del NPE comenzó cuando Oswald Mosley lanzó su campaña  Europa una Nación  después de la Segunda Guerra Mundial en un momento en que contemporáneos como Jean-François Thiriart también se estaban interesando en el europeísmo. Pronto llegaron intentos de coordinar  este crecimiento en el nacionalismo paneuropeo, aunque el Movimiento Social Europeo y el Nuevo Orden Europeo eran redes sueltas y se requería una alianza más concreta. La idea se hizo realidad en la Conferencia de Venecia de 1962 cuando los líderes del Movimiento por la Unión, el Partido del Imperio Alemán, el Movimiento Social Italiano, Jeune Europe y el Mouvement d'Acción Civique se unieron para formar este grupo. La Declaración Europea de Venecia se publicó el 1 de marzo de 1962 y contenía los siguientes diez objetivos:
- La creación de Europa como Nación a través de un gobierno europeo común.
- La creación de un parlamento europeo electo.
- La continuación de los parlamentos nacionales con su autoridad limitada a asuntos sociales y culturales.
- La economía debe ser impulsada por el mecanismo de salarios y precios para garantizar salarios justos y crecimiento económico.
- La creación de una alternativa económica al capitalismo y al comunismo.
- Más control de obrero y menos burocracia en las industrias nacionalizadas.
- La retirada de las fuerzas estadounidenses y soviéticas de Europa.
- El fin del papel de las Naciones Unidas con los EE.UU., la URSS y Europa actuando como tres iguales.
- Descolonización con un movimiento para establecer gobiernos monoétnicos en las antiguas colonias.
- Europa se definirá como territorio continental fuera de la URSS, el Reino Unido, territorios de ultramar y alrededor de un tercio de África.[4]

La conferencia también decidió que cada partido miembro debería buscar cambiar su nombre a NPE o el equivalente local, el lema del nuevo grupo debería ser 'Progreso - Solidaridad - Unidad' y que el relámpago y círculo debería servir como el emblema del movimiento.
A pesar de las grandes ambiciones, la idea no llegó a mucho. Tanto el Movimento Sociale Italiano como el Partido Nacionaldemócrata de Alemania, sucesor del Deutsche Reichspartei, se negaron a cambiar su nombre y sólo establecieron una oficina de contacto permanente. Mientras tanto, Thiriart se alejaba cada vez más del NPE y se acercaba al nacionalcomunismo. Además de esto, muchos de los principales grupos neofascistas de Europa no participaron en el NPE. Mientras tanto, Mosley tenía poco contacto diario con el Movimiento por la Unión desde su base en Francia y se retiró por completo de la política después de su mal resultado en Shoreditch y Finsbury en las elecciones generales de 1966, lo que efectivamente cerró el telón del NPE.
Un grupo llamado Acción Europea (en inglés: European Action) sigue haciendo campaña por los objetivos del NPE a través de su periódico del mismo nombre, editado por Robert Edwards, aunque es un movimiento casi exclusivamente británico.

## Miembros
| País                | Partido                    | Dirigente              | Diputados nacionales |
| ------------------- | -------------------------- | ---------------------- | -------------------- |
| Bélgica             | Europa Joven               | Jean-François Thiriart | 0/212                |
| Alemania Occidental | Partido del Imperio Alemán | Alexander Andrae       | 0/521                |
| Italia              | Movimiento Social italiano | Augusto De Marsanich   | 32/574               |
| Reino Unido         | Movimiento de la Unión     | Oswald Mosley          | 0/650                |